# Vetrusjka
Vetrusjka (bulgariska: Ветрушка) är ett berg i Bulgarien.   Det ligger i regionen Pernik, i den västra delen av landet, 29 km sydväst om huvudstaden Sofia. Toppen på Vetrusjka är 1 152 meter över havet, eller 297 meter över den omgivande terrängen. Bredden vid basen är 6,4 km.
Terrängen runt Vetrusjka är kuperad söderut, men norrut är den platt. Närmaste större samhälle är Pernik, 3,8 km nordost om Vetrusjka. 
I omgivningarna runt Vetrusjka växer i huvudsak blandskog. Runt Vetrusjka är det ganska tätbefolkat, med 185 invånare per kvadratkilometer.